# Charly Pontens
Charly Pontens, né le 13 juillet 1995, à Bruges, en France, est un joueur français de basket-ball. Il évolue au poste de meneur.

## Biographie
Pontens remporte la médaille d'or aux Jeux méditerranéens de 2018 de Taragone en 3×3 (avec Lucas Dussoulier, Jim Seymour et Tim Eboh).
Charly Pontens remporte le championnat de basket de Pro B  pour la saison 2017-2018 avec l’ADA Blois Basket avec qui il évolue depuis 2 ans.

## Palmarès
- 3e des championnats du monde 3×3 2017
- Vainqueur des Jeux méditerranéens de 2018 (en 3×3)
- Champion de France de Pro B 2014
- Champion de France de Pro B en 2018 (ADA Blois Basket 41)